# 神渕コミュニティーセンター
神渕コミュニティーセンター（かぶちコミュニティーセンター）とは、岐阜県加茂郡七宗町にある公共施設（コミュニティーセンター）。

## 概要
- 町民の交流、生涯学習振興を図るための施設である。七宗町役場神渕支所を併設する。
- 1994年（平成6年）3月に神渕公民館として開館[1]。2019年（平成31年）4月に神渕コミュニティーセンターに改称する[2]。

## 主な施設
1階
- 七宗町役場神渕支所
- 講堂
- 調理室
- 図書室

2階
- 和室
- 視聴覚室
- 大会議室
- 小会議室
- 会議室

## 利用案内
- 所在地：岐阜県加茂郡七宗町神渕4525番地4
- 開館時間 : 
  - 8:30 - 21:30　（神渕コミュニティーセンター）
  - 8:30 - 17:15　（七宗町役場神渕支所）
- 閉館日 : 
  - 月曜日、年末年始（12月29日 - 1月3日）　（神渕コミュニティーセンター）
  - 土日曜日、祝日、年末年始（12月29日 - 1月3日）　（七宗町役場神渕支所）

## 交通アクセス

### 公共交通機関
- 七宗町営バス神渕B線（間見線）「神渕支所前」バス停より徒歩すぐ

## 周辺
- 七宗町立神渕小学校
- 岐阜県道64号可児金山線